# Viticoltura in Umbria
La viticoltura in Umbria è l'insieme delle attività di coltivazione di uva e produzione di vino svolte nella regione.

## Storia
Alcuni grandi autori come Plinio il Vecchio e Marziale, piacevano le qualità dei vini dell'Umbria. Nel 1960 l'Umbria, fu protagonista di un rilancio, che nel 1968 porterà al conferimento la prima DOC Umbra (Torgiano DOC), seguita nel 1990 dal della prima DOCG (Torgiano Rosso Riserva DOCG). A passare col tempo, l'Umbria continuò a crescere con tanti produttori fino alla produzione di una migliore qualità.

## Zone di produzione

### Montefalco
Zona vinicola in cui si producono il Sagrantino di Montefalco e il Montefalco rosso.

## Vitigni

### Autoctoni
| Vitigno             | Bacca  | Descrizione                                     | Immagine |
| ------------------- | ------ | ----------------------------------------------- | -------- |
| Canaiolo bianco     | Bianca |                                                 |          |
| Grechetto           | Bianca | Nella provincia di Perugia, di Terni, di Arezzo |          |
| Sagrantino          | Nera   |                                                 |          |
| Sangiovese          | Nera   |                                                 |          |
| Trebbiano Spoletino | Bianca |                                                 |          |
| Verdello            | Bianca |                                                 |          |

### Alloctoni
- Chardonnay
- Sauvignon
- Pinot bianco
- Riesling
- Merlot
- Cabernet Sauvignon
- Pinot nero
- Cabernet franc

## Vini

### DOCG
- Montefalco Sagrantino passito prodotto nella provincia di Perugia
- Sagrantino di Montefalco prodotto nella provincia di Perugia
- Torgiano rosso riserva prodotto nella provincia di Perugia

### DOC
- Assisi prodotto nella provincia di Perugia
  - Assisi bianco
  - Assisi Grechetto
  - Assisi novello
  - Assisi rosato
  - Assisi rosso
- Bianco dei Colli Amerini prodotto nella provincia di Terni
- Bianco di Torgiano prodotto nella provincia di Perugia
- Cabernet Sauvignon di Torgiano prodotto nella provincia di Perugia
- Chardonnay di Torgiano prodotto nella provincia di Perugia
- Colli Altotiberini prodotto nella provincia di Perugia
  - Colli Altotiberini bianco
  - Colli Altotiberini rosato
  - Colli Altotiberini rosso
- Colli del Trasimeno prodotto nella provincia di Perugia
  - Colli del Trasimeno bianco
  - Colli del Trasimeno bianco frizzante
  - Colli del Trasimeno bianco scelto
  - Colli del Trasimeno bianco Vin Santo
  - Colli del Trasimeno Cabernet Sauvignon
  - Colli del Trasimeno Cabernet Sauvignon riserva
  - Colli del Trasimeno Gamay
  - Colli del Trasimeno Gamay riserva
  - Colli del Trasimeno Grechetto
  - Colli del Trasimeno Merlot
  - Colli del Trasimeno Merlot riserva
  - Colli del Trasimeno rosato
  - Colli del Trasimeno rosso
  - Colli del Trasimeno rosso frizzante
  - Colli del Trasimeno rosso novello
  - Colli del Trasimeno rosso riserva
  - Colli del Trasimeno rosso scelto
  - Colli del Trasimeno spumante classico
- Colli della Sabina prodotto nella provincia di Rieti
  - Colli della Sabina bianco
  - Colli della Sabina bianco frizzante
  - Colli della Sabina bianco spumante
  - Colli della Sabina rosato
  - Colli della Sabina rosato frizzante
  - Colli della Sabina rosso
  - Colli della Sabina rosso frizzante
  - Colli della Sabina rosso novello
  - Colli della Sabina rosso spumante
- Colli Martani prodotto nella provincia di Perugia
  - Colli Martani Grechetto
  - Colli Martani Grechetto di Todi
  - Colli Martani Sangiovese
  - Colli Martani Sangiovese riserva
  - Colli Martani Trebbiano
  - Colli Martani Vernaccia
- Colli Perugini prodotto nella provincia di Perugia e Terni
  - Colli Perugini bianco
  - Colli Perugini rosato
  - Colli Perugini rosso
- Lago di Corbara prodotto nella provincia di Terni
  - Lago di Corbara Cabernet Sauvignon
  - Lago di Corbara Merlot
  - Lago di Corbara Pinot Nero
- Malvasia dei Colli Amerini prodotto nella provincia di Terni
- Montefalco prodotto nella provincia di Perugia
  - Montefalco bianco
  - Montefalco rosso
  - Montefalco rosso riserva
- Orvieto prodotto nella provincia di Terni
  - Orvieto classico
  - Orvieto classico superiore
  - Orvieto superiore
- Pinot di Torgiano prodotto nella provincia di Perugia
  - Pinot Grigio di Torgiano
  - Pinot Nero di Torgiano
- Riesling Italico di Torgiano prodotto nella provincia di Perugia
- Rosso dei Colli Amerini prodotto nella provincia di Terni
- Rosso di Torgiano prodotto nella provincia di Perugia
- Rosso orvietano prodotto nella provincia di Terni
  - Rosso Orvietano
  - Rosso Orvietano Aleatico
  - Rosso Orvietano Cabernet
  - Rosso Orvietano Cabernet franc
  - Rosso Orvietano Cabernet Sauvignon
  - Rosso Orvietano Canaiolo
  - Rosso Orvietano Ciliegiolo
  - Rosso Orvietano Merlot
  - Rosso Orvietano Pinot nero
  - Rosso Orvietano Sangiovese
  - Rosso superiore dei Colli Amerini
- Torgiano spumante prodotto nella provincia di Perugia

### IGT
- Trebbiano Umbria